# Мордобой 2
«Мордобой 2» (англ. Kick-Ass 2) — второй том серии комиксов, написанный Марком Милларом и нарисованный Джоном Ромитой-младшим. Издан компанией Icon Comics 20 октября 2010 года, входящей в состав Marvel Comics.

## Сюжет
Минди начала тренировать Дэйва, чтобы он был более эффективным в бою, хотя её отчим Маркус (заимствован из первого фильма) ей это запрещает. В это время Крис Дженовазе собирает своих старых сообщников и отдельных преступников в лигу суперзлодеев. В это время Дэйв и его школьный друг Марти Айзенберг вступают в команду супергероев «Вечная справедливость», лидером которой выступает бывший преступник Полковник Старс. Но затем отец Дэйва его рассекречивает, и Дэйв убегает из дома.
Вскоре банда Криса устраивает кровавое побоище в районе, где живёт Дэйв. Бандиты насилуют Кэтти и убивают её родителей. После этого власти вносят закон об аресте супергероев. Отца Дэйва арестовывают, найдя в шкафу костюм Мордобоя. Он берёт вину на себя, и его сажают в тюрьму. В тюрьме его убивают. На похоронах Дэйва похищает банда Криса. Но с помощью Минди он спасается. Затем, они узнают что Мазафакер со своей бандой затеял большое побоище в центре города. Супергерои вновь собираются вместе и происходит гигантская потасовка между злодеями и героями. В самый ответственный момент прибывает полиция, которая арестовывает и тех и других. Мордобой и Мазафакер ускользают из рук правоохранительных органов и сталкиваются в финальной битве на крыше дома. Дейв сбрасывает Криса с крыши. Убивашка пытается покинуть город на похищенной полицейской машине, но начальник Маркуса, продажный коп Гиганде, встает на дорогу, демонстрируя полицейский значок. При попытке объехать его машина на полной скорости переворачивается, тяжело раненая Убивашка попадает в руки полиции и её отправляют в особо охраняемую тюрьму, игнорируя протесты «Вечной справедливости» и остальных супергероев: «Она же спасла город!» Убивашка прощается с ними словами: «Спасибо вам за вашу поддержку!»

## История создания
Планы для продолжения «Мордобоя» были в работах, ещё когда авторы писали первую мини-серию. Тем не менее, успех фильма «Пипец», а также популярность «Убивашки», привели к решению расширить трилогию мини-сериала комиксов, включив в нее дополнительные тома.
В отличие от первой мини-серии, «Мордобой 2» был впервые сериализован в журнале «CLiNT» Марка Миллара. Позднее он был опубликован как мини-сериал от Marvel Comics под отпечатком «Icon», так же как и первый том.
Второй том, как и первый, был опубликован с большими задержками. Несмотря на это, это был успех продаж, а первый выпуск был распродан в течение недели после его публикации.
Том позже был переиздан в твердом переплете и с мягкой обложкой в 2011 году.

## Непрерывность
Хотя второй том серии «Мордобой» в порядке публикации и хронологическом порядке является третьим томом данной серии, поскольку том «Убивашка» служит спин-оффом между первым и вторыми томами, Мини-серия «Убивашка» лишь заполняет пробелы в повествовании, такие как изменения альтер эго Криса из Красного тумана в «Мазафакера» и как «Убивашка» воссоединяется с мамой.
Из-за популярности адаптации фильма «Пипец» элементы фильма были включены в данный том. Маркус Уильямс, созданный для фильма, представлен в качестве опекуна Минди. Аналогично, отношения между Кэти Дома и Мордобоем намного более спокойны во втором томе, так как Миллар поправил персонажа со своим коллегой по кино.

## Экранизация
В Kapow comicon был анонсирован том комиксов «Убивашки». Серия фокусируется на истории Убивашки между «Мордобоем» и «Мордобоем 2» и рассматривает, как она занимается обычной жизнью, например, посещать среднюю школу.. В конце «Мордобоя 2», Марк Миллар указывает, что есть еще две части для «Мордобоя» и «Убивашки», и что это будет последняя комическая глава «Мордобой 3», которая закончится «смертью главного героя».
Universal выкупил права на экранизацию комикса в мае 2012 года. Джефф Уодлоу был подтвержден на кресло режиссёра. Адаптацией занимались Мэттью Вон, Джефф Уодлоу и Джон Ромита-младший. Пипец 2 должен был выйти 28 июня 2013 года, но был перенесён на август.